# Marleen Veldhuis
Marleen Veldhuis (n. 29 iunie 1979, Borne, Overijssel, Țările de Jos) este o înotătoare olandeză, medaliată olimpică. A participat la 3 ediții ale Jocurilor Olimpice (2004, 2008, 2012) în care a câștigat o medalie de aur, o medalie de argint și două medalii de bronz.